# Zugló
Zugló (en alemán: Lerchenfeld) es el 14.º (XIV) distrito de Budapest, capital de Hungría. Es un vecindario grande y mixto, con apartamentos de gran altura de estilo de la era comunista y calles residenciales. Városliget, el parque de la ciudad está ubicado en la parte occidental del distrito. Su popularidad proviene del hecho de que tiene frondosos barrios de estilo suburbano más cercanos al centro de la ciudad.

## Deporte
- Népstadion, el estadio nacional de Hungría.
- BVSC Budapest (fútbol)
- BVSC (waterpolo)
- Budapesti Postás SE (fútbol)
- Turul FC, desaparecido
- Zuglói AC, desaparecido
- Zuglói SE, desaparecido

## Imágenes

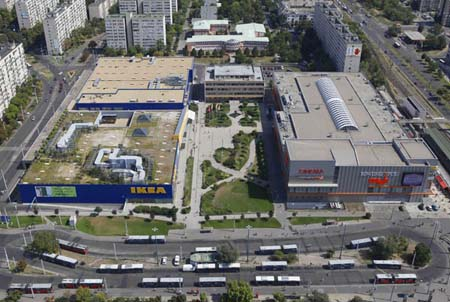
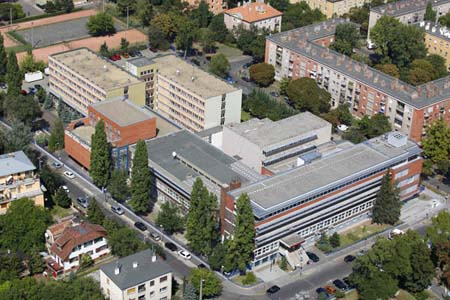
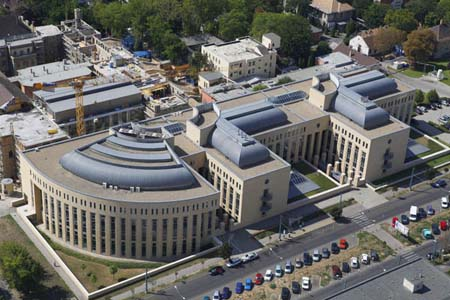
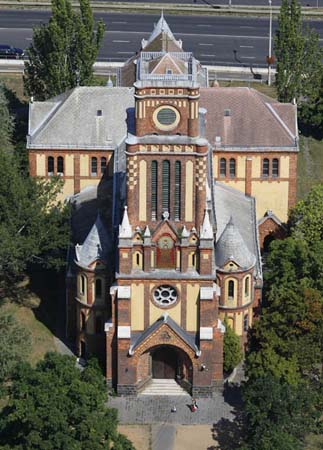
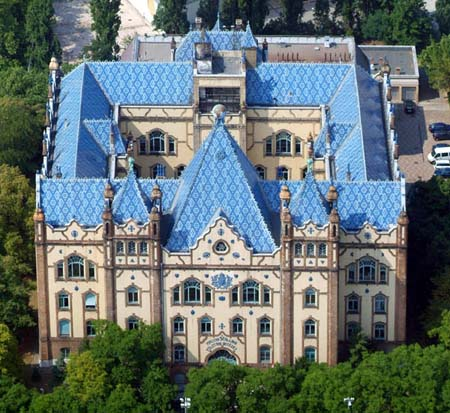
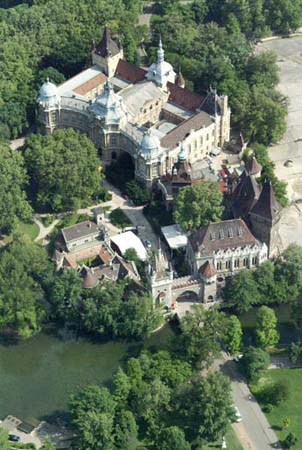
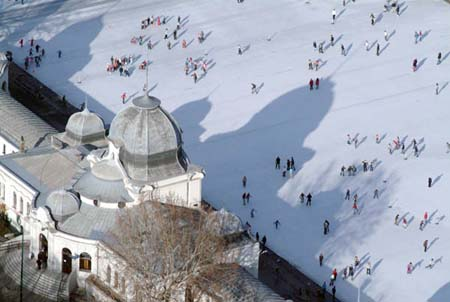

## Atracciones
- Városliget (parque municipal) se encuentra en Zugló, con varios museos y atracciones.